# Großer Eichensaftflusskäfer
Soronia grisea, auch gelegentlich Großer Eichensaftflusskäfer, Bunter Glanzkäfer oder Grauhaariger Schildglanzkäfer genannt, ist ein Käfer aus der Familie der Glanzkäfer und der Unterfamilie Nitidulinae. Die Gattung Soronia ist in Europa mit nur vier Arten vertreten, von denen zwei auch in Mitteleuropa heimisch sind. Weltweit werden achtzehn Arten unterschieden.

## Bemerkungen zum Namen
Der Käfer wurde bereits 1758 von Linnaeus in dessen berühmter 10. Ausgabe von Systema Naturae unter dem Namen Silpha grisea beschrieben. Linné beginnt die Beschreibung des Käfers mit den Worten „Silpha grisea“, lat. für „eine graue Silpha“. Der Name bezieht sich auf die Farbe des Käfers, er ist jedoch missverständlich, da die Farbe des Käfers im Vergleich mit verwandten Arten eher als bunt bezeichnet werden muss. Spätere Autoren beziehen grisea auf die Farbe der Borsten auf den Flügeldecken und nennen den Käfer Grauhaariger oder Greishaariger Schildglanzkäfer.
Die Gattung Soronia wurde erst 1843 von Erichson aufgestellt. Der Gattungsname Soronia ist von altgriechisch σορός sorós, deutsch ‚Haufen‘ abgeleitet: Die Tiere treten gewöhnlich gesellig auf.
Als Synonyme werden geführt
- Dermestes variegatus Geoffroy, 1785
- Nitidula varia Fabricius, 1781
- Soronia conicicollis Roubal, 1923
- Soronia japonica Reitter, 1873[9]

## Merkmale

### Imago
| | |
| Abb. 1: verschiedene Ansichten | |
| | |
| Abb. 2: Kopfoberseite (Enden der Kiefertaster sichtbar) grün: Oberlippe blau: Kopfschild | Abb. 3: Kopf von unten (Taster entfernt) grün: Fühlerrinne Pfeil: Zahn Oberkiefer                       |
| | |
| Abb. 4: Fühler von unten | |
| | |
| Abb. 5: linker Teil des Halsschilds, Rand vor der Hinterecke (grüne Pfeilspitze) stark eingebogen | Abb. 6A: linker Oberkiefer von oben, B: A 90° gekippt C: rechte Mandibel Unter- seite, grün: Kante Mola |
| | |
| Abb. 7: Ausschnitt Flügeldecke im Bereich des Querstreifens links Aufsicht, rechts Unterseite mit Durchlicht; grün: Flügel- deckennaht, blau: Rücken der Rippe, rot: Punkte, Pfeil auf schwarze Borsten | |
| | |
| Abb. 8: Hinterschiene A: Unterseite B: von hinten C: Oberseite | Abb. 9: Tarsus, A:Hinterbein seitlich und C: von schräg unten B: Vorderbein von oben                    |

Die Käfer werden 3,5 bis 5,5 Millimeter lang. Sie haben einen elliptischen Umriss und sind nur sehr flach gewölbt. Der Käfer hat eine sehr feine und kurze Grundbehaarung, in die sich reihig gestellte, kurze, nach hinten niedergebogene Börstchen mischen.
Der Kopf (Abb. 2) ist schwarzbraun mit verschwommenen dunklen Flecken. Die Oberlippe (in Abb. 2 hälftig grün) ist vom Kopfschild (in Abb. 2 hälftig blau) abgesetzt und vorn ausgeschnitten. Die Oberkiefer (Abb. 6) enden in einer einfachen Spitze, dahinter befindet sich ein kleiner Zahn (Pfeil in Abb. 3). Dahinter folgt eine bewimperte Schneide. Der Mahlzahn (Mola) sitzt senkrecht auf der Schneide am Grunde des Oberkiefers (in Abb. 6 nur in Ansicht Abb. 6B sichtbar, gemeinsame Kante des Mahlzahns in Abb. 6A und 6B grün). Er ist glänzend glatt und wird als „größer[en], scheibenförmig[en]), bis auf eine schwach erhabene[n] Querleiste in der Mitte glatt[en]“ beschrieben. Die Fühler (Abb. 4) sind rötlich gelb und elfgliedrig mit dreigliedriger Keule (durch die Behaarung kann ein weiteres Glied an der Spitze der Keule vorgetäuscht werden). Das erste Fühlerglied ist nach außen fast lappenartig erweitert, aber nicht so sehr wie in der Gattung Amphotis. Die Fühlerrinnen (in Abb. 3 rechts grün) verlaufen gerade und nähern sich nach hinten einander.
Der Halsschild ist dicht und sehr fein punktiert, die Seiten sind breit abgesetzt. Im Vergleich mit Soronia punctatissima ist der Halsschild zu den Hinterecken hin stärker eingezogen und die Hinterecken (Pfeil in Abb. 5) sind deutlicher markiert.  Der Halsschild ist etwas uneben und durch zusammenfließende schwärzliche Flecke bunt.
Das Schildchen ist dreieckig bis halbrund.
Die Flügeldecken (Abb. 7) bedecken den Hinterleib völlig. Sie sind unregelmäßig kräftig punktiert, aber weniger dicht als Kopf und Halsschild. Der Abstand der Punkte zueinander ist größer als ihr Durchmesser (Abb. 7 rechts als rote Punkte), anders als bei Soronia punctatissima. Vier bis fünf nur sehr schwach ausgebildete und teilweise unterbrochene Längsrippen sind durch in Reihe stehende Börstchen hervorgehoben. Die Börstchen sind über hellem Grund grau, über dunklem Grund schwarz (Pfeil in Abb. 7). Die Flügeldecken sind überwiegend bräunlich, in Längsstricheln schwarz, und mit unbestimmt begrenzten helleren Flecken versehen. Insbesondere ist eine große gelbliche Quermakel erkennbar (in Abb. 7 teilweise erfasst), die sich über die Flügeldeckennaht fortsetzt und dort in aller Regel nicht durch eine dunkle Linie unterbrochen wird, anders als bei Soronia punctatissima.
Alle Schienen sind mit feinen Haarreihen besetzt und mit zwei kurzen Enddornen (Abb. 8 B links) ausgestattet. Die Vorderschienen sind auch bei den Männchen nicht abknickend. Die Schienen haben außer an den Vorderbeinen bei allen Arten des Tribus Melingini hinten eine doppelte Kante, sind also im Querschnitt dreieckig. Die Tarsen (Abb. 9) sind fünfgliedrig. Die ersten drei Tarsenglieder sind einfach, das vierte Tarsenglied (in Abb. 8 grün) ist klein. Das Klauenglied ist so lang wie die übrigen Glieder zusammen.

### Ei und Larve
Die Eier sind etwas über einen Millimeter lang bei einem Durchmesser von knapp einem halben Millimeter. Die Enden sind symmetrisch zueinander. Die Eier sind weiß und schwach quer geriffelt.
Die schmutzig weiße Larve ist ziemlich flach. Sie ist in Aufsicht etwas eiförmig, nach hinten zugespitzt.
Der Kopf ist klein, rundlich und stärker chitinisiert, die Mundwerkzeuge sind vorgestreckt. Die Oberlippe ist klein. Die Oberkiefer haben eine ungewöhnliche Form. Sie besitzen eine schmale, sanft nach innen gekrümmte, gespaltene Spitze mit zwei Zähnchen an der Innenseite (Incisivus). Die Mahlfläche (Mola) am Grunde des Oberkiefers ist querrillig und längs durch eine Furche geteilt. Seitlich des Incisivus befindet sich ein weiterer mehrspitziger Zahn. Zwischen diesem und der einen Hälfte der Mola liegen in Reihe drei, zwischen dem Incisivus und der anderen Hälfte der Mola elf dornenförmig nach hinten gekrümmte Zähnchen.
Die Fühler sitzen dicht hinter der Mandibelbasis an den Vorderecken des Kopfes. Sie sind dreigliedrig, das Grundglied ist so lang wie breit, die folgenden sukzessiv deutlich schlanker. Von drei Einzelaugen sitzen zwei einander stark genähert dicht hinter den Fühlern. Das dritte Einzelauge liegt etwas weiter hinten und höher. Die Unterkiefer haben eine längliche Lade, die an der Spitze behaart ist und auf der Innenseite einen Dorn trägt. Die Maxillartaster sind viergliedrig, die Lippentaster eingliedrig.
Die Atemöffnungen münden auf erhabenen Kegeln.
Auf dem neunten Abdominalsegment sitzen nach oben aufgebogene Urogomphi, davor sehr kleine Präurogomphi. Das 10. Abdominalsegment ist der als Nachschieber funktionierende After, der unter dem neunten Segment ansetzt.
Die Beine zeigen nach außen. Das Klauenglied verschlankt sich hinter der Basis anfangs nicht, danach abrupt. An der dadurch gebildeten Stufe sitzt eine kräftige Borste. Eine genauere Beschreibung der Larve mit Detailzeichnungen findet man im Internet.

## Lebensweise
Der Käfer ist nicht eng an einen bestimmten Lebensraum gebunden, sondern eurytop. Man findet ihn in Laub- und Mischwäldern, an Waldrändern, Feldrainen und Flussauen. Er hält sich dort hauptsächlich an ausfließendem Baumsaft und unter saftender Rinde von Weiden, Pappeln und Buchen auf. Die Käfer werden zur Gilde der Baumsaftgäste gerechnet. Sie lecken Pflanzensäfte auf. Man findet sie aber auch an anderen Baumarten, an blutenden Eichen (deutscher Name) oder in Irland hauptsächlich an Eschen, manchmal sogar an Nadelbäumen. Die Käfer besiedeln auch die Bohrgänge anderer Insekten, insbesondere sind sie häufig im Bohrmehl des Weidenbohrers zu finden. Dieses strömt einen essigartigen Geruch aus. Der Käfer wird vom Geruch von Ethanol angezogen und lässt sich auch mit Rotweinfallen ködern. Man findet ihn auch im Moos an Baumstämmen, an gärenden Früchten (Rüben, Melonenschalen), Weinbutten und in Hochwassergenisten. Der Käfer wurde auch an Ulmen gemeldet, die mit Schildläusen besetzt waren.
In fünf verschiedenen Waldbiotopen eines Naturreservats in Zentralrussland (Mordovia) lag übereinstimmend das Anwesenheitsmaximum (gemessen in Hormonfallen in Baumkronen) zwischen spätem Mai und frühem Juni. Ein weiteres Maximum, jedoch wesentlich schwächer ausgebildet, lag zwischen Ende August und Ende September. In Ungarn wurden zwischen dem 13. April und 26. September in einem Eichenwald mit verschiedenen Fangmethoden gesammelt. Dabei waren Fänge von April bis Mitte Mai mit Abstand am ergiebigsten (mit Barber-Fallen und mit Rotweinfallen).
Bei einem Vergleich verschiedener Höhenstufen im Bayerischen Wald wurde die Art nur in der Höhenstufe zwischen 700 und 800 m gefunden. Im Norden ist der Käfer jedoch auch in der Ebene zu finden.
Die Art bildet drei Larvenstadien aus, die häufig in Baumsäften vorkommen. Sie werden zu den Saproxylophagen (sich von absterbendem oder totem Holz ernährend) gerechnet. Klausnitzer fand die Larven in den Ritzen zwischen den Gallen der Schwammgallwespe. Die Käfer hatten sich einige Millimeter in das Gallengewebe eingebohrt, von dem sie sich ernährten.
Viturat berichtet, dass er mehrere Exemplare des Käfers in einem Ameisennest der Roten Waldameise zwischen einer Wurzel und einem abgebrochenen Ast fand. Die Ameisen kümmerten sich nicht um die Käfer, wenn diese den Kopf senkten und sich an die Wurzel drückten. Sie wurden dann von den Ameisen einfach überklettert.

## Verbreitung
Der Käfer ist in fast ganz Europa vertreten mit Zentrum in Mittel- und Nordeuropa. Im Norden erreicht er den 68. Breitengrad, im Süden wird er seltener und bevorzugt kühlere Bergregionen. Er fehlt auf den Mittelmeerinseln und erreicht Nordafrika nicht. In Asien ist er nur in wenigen Ländern zu finden. In Nordamerika wurde er erstmals 1992 gefunden.